# Макарий (Невский)
Митрополи́т Мака́рий (в миру Михаи́л Андре́евич Не́вский, при рождении Парви́цкий; 1 (13) октября 1835, село Шапкино, Ковровский уезд, Владимирская губерния — 1 марта 1926, село Котельники, Московский уезд, Московская губерния) — епископ Православной Российской церкви; митрополит Московский и Коломенский (1912—1917 годы), митрополит Алтайский (с 1920 года). Известный миссионер, «апостол Алтая».
Прославлен в лике святых Русской православной церкви в 2000 году.
Память 16 (29) февраля в високосный год или 16 февраля (1 марта) в невисокосные годы, а также в Соборах Московских святителей 5 (18) октября и Московских святых в воскресенье перед 26 августа (8 сентября).

## Биография
Родился в многодетной (был шестым ребёнком) и очень бедной семье Андрея Парвицкого, причетника храма Рождества Пресвятой Богородицы в селе Шапкино Ковровского уезда Владимирской губернии. Мать будущего митрополита была сестрой протоиерея Иоанна Рождественского. Нищета и желание сделаться дьячком заставили Андрея Парвицкого переселиться в 1843 году вместе с семьёй в Тобольск.
Окончил Тобольское духовное училище, Тобольскую духовную семинарию (1854). Фамилию Невский Михаилу присвоили в семинарии — в то время семинаристам нередко меняли фамилии (см. семинаристские фамилии). Чтобы заняться миссионерской деятельностью, отказался от поступления в Духовную академию, на что мог рассчитывать как второй по успеваемости семинарист на своём курсе.
Почётный член Казанской духовной академии (1895), Петербургской духовной академии (1913).

### Миссионер Алтайской духовной миссии
22 февраля (6 марта) 1855 года поступил на службу в Алтайскую духовную миссию в звании учителя и миссионерского сотрудника. Образцом миссионерского служения всегда считал основателя миссии архимандрита преподобного Макария (Глухарёва), подвигу которого подражал. В 1855—1857 годах служил псаломщиком в Улалинской церкви. По собственным воспоминаниям,

исполнял обязанности чтеца, сопутствовал миссионерам в путешествиях, занимался в школе, ходил по домам для научения обращённых молитвам, ухаживал за больными, не гнушался и тяжёлого физического труда: копал гряды в огородах, обмазывал глиной стены убогих жилищ обитателей миссии, словом, шёл всюду, где нужны были для дела миссии труды его.

Кроме того, в течение двух лет изучил алтайский язык и занимался переводами на него молитв и богослужений совместно с переводчиком Михаилом Чевалковым. При этом иеромонах Макарий,

чтобы подыскать и ввести в употребление какой-нибудь новый термин, нередко нарочно отправлялся на несколько недель и даже месяцев в отдалённые захолустья Алтая и только путём долгих и многих бесед с различными инородцами, после убеждения, что для обозначения известного христианского понятия подходит и для всех инородцев понятно то, а не другое выражение, проходил к принятию и употреблению известного термина.

25 января (6 февраля) 1857 года был пострижен в рясофор, исполнял обязанности катехизатора в Чулышмане, был учителем церковного пения в миссионерских школах Чемала и Улалы. 11 (23) марта 1861 года пострижен в монашество с именем Макарий (по имени основателя Алтайской миссии). С 17 (29) марта 1861 года — иеродиакон, с 19 марта того же года — иеромонах (был рукоположён в походной церкви Алтайской миссии). Наряду с миссионерской работой занимался медицинской деятельностью, известны случаи исцеления им тяжело больных алтайцев.
Много потрудился над устроением новой православной святыни на Алтае — Благовещенского Чулышманского миссионерского мужского монастыря. С 14 (26) ноября 1864 года — наместник этого монастыря. Так вспоминал об особенностях труда миссионера:

Служение миссионерское, как служение апостольское, есть более всего ряд скорбей, болезней и трудов… Мы не говорим о трудностях миссионерских путешествий, которые доводятся редко в экипаже, никогда в вагоне, но нередко пешком, на лыжах, часто верхом, на лодке, под дождём, иногда в снежную метель, все это — болезни и труды для тела. Но есть страдания большие — страдания души. Миссионер — страдалец, он страдает душой в начале служения своего от среды, в которую попадает, там нет ни родной семьи, ни родного общества, ни привычной для него жизненной обстановки.

Чтобы сблизиться с коренными жителями, Макарий изучил алтайские языки, досконально ознакомился с местными обычаями. В 1864 и в 1867—1868 годах находился в Петербурге, где занимался печатанием составленного им первого «Алтайского букваря» и православных книг на алтайском языке. Среди этих книг были «Литургия святого Иоанна Златоуста», «Священная история Нового Завета», «Огласительные поучения для готовящихся ко святому крещению», «Евангелия воскресные, утренние и праздничные» и ряд других. Это были первые книги, изданные на алтайском языке. Составил и издал «Алтайско-русский букварь» (1868). В 1868—1869 годах совместно с казанским профессором Николаем Ильминским и крещёным алтайцем Чевалковым готовил к печати составленную алтайскими миссионерами первую грамматику алтайского языка. Для алтайцев-мирян написал сборник собственных духовных стихов «Лепта».
Был избран членом Совета переводческого Братства святого Гурия (Казань). Во время пребывания в Казани организовал богослужение на татарском языке, создав хор из крещёных татар и создав для него церковные напевы по образцу алтайских.
Вернувшись на Алтай, организовал в Чепоше училище на семьдесят человек с общежитием для подготовки учителей для других школ, первый выпуск которых состоялся в 1872 году. С 29 июля (10 августа) 1871 года — игумен. С 1875 года — заведующий Центральным миссионерским училищем в селе Улала, которое готовило учителей, переводчиков, священнослужителей, катехизаторов. С 13 марта 1875 года — помощник начальника Алтайской духовной миссии. С 1876 года одновременно член комиссии по рассмотрению рукописей, предназначаемых к изданию на алтайском языке. С 29 июня (11 июля) 1883 года — архимандрит.

### Начальник Алтайской духовной миссии
С 29 декабря 1883 года — начальник Алтайской духовной миссии (был им до 1891 года, но и в последующие годы осуществлял попечительство над делами миссии). За многолетние миссионерские труды его называли «Апостолом Алтая» и «Сибирским столпом Православия».
Сыграл значительную роль в становлении и развитии Бийского катехизаторского училища, в котором получали образование представители различных народностей как Алтая, так и Томской епархии в целом: алтайцы, телеуты, шорцы, абинцы, матурцы, сагайцы, киргизы, остяки из Нарымского края. Удостоен высочайшей благодарности от Николая II в деле церковного и школьного строительства в Сибири. Под началом Макария Невского состоял детский приют и дом трудолюбия в Предтеченском женском монастыре Томска. Его усилиями при Алтайской миссии было открыто свыше 60 школ для алтайцев, учреждён женский Телецкий монастырь.
Занимался борьбой против старообрядчества: при нём в Бийске в 1884 году было учреждено противораскольническое братство святого Димитрия Ростовского. Конфликт епископа Макария со старообрядцами носил острый характер: на старообрядцев возлагалась ответственность за пожар 22 мая (3 июня) 1886 года в архиерейском доме, в результате которого сгорели дом с ценной библиотекой и архивом миссии и Катехизаторское училище.
В 1908 году предпринял капитальный труд перевода на алтайский язык всего четвероевангелия. Его катехизические труды неоднократно переиздавались. Молва о миссионерской деятельности отца Макария разошлась далеко по России. Им была воспитана целая школа алтайских миссионеров. В 80-х годах XIX века о его миссионерских трудах стало известно обер-прокурору Святейшего синода Константину Победоносцеву, а через него императору Александру III. Когда к отцу Иоанну Кронштадтскому приезжали сибиряки, то он говорил им: «Что вы ко мне ездите, ведь у вас есть свой Макарий, который лучше меня молитвенник».

### Томский архиерей
С 12 (24) февраля 1884 года — епископ Бийский, викарий Томской епархии.
С 26 мая (7 июня) 1891 года — епископ Томский и Семипалатинский. С 1895 года — епископ Томский и Барнаульский. 6 (19) мая 1906 года возведён в сан архиепископа. С октября 1908 года — архиепископ Томский и Алтайский.
Был председателем томского комитета Православного миссионерского общества. Открыл в архиерейском доме библиотеку, в которой велись занятия и читались лекции по богословию, истории, географии. При нём в программу томских духовно-учебных заведений были введены новые предметы — космография, гигиена, естественная история, химия, музыка, пение, рисование. Было построено новое здание Томского епархиального училища, расширены помещения мужского духовного училища, в большом и удобном здании была размещена Томская духовная семинария, открыта церковно-учительская школа. Владыка занимался благотворительностью, для заштатных и сирот духовного звания, до этого ютившихся в сырых и холодных помещениях, основал Томское общество попечения о бедных и бездомных («Пчельник»). По его инициативе в Томске был открыт городской приют для бездомных и нищих людей.
Его деятельность вызывала ненависть в среде местных сектантов и ссыльных революционеров. Несколько раз его пытались убить, а 22 мая (3 июня) 1886 года был подожжён архиерейский дом, сгорели библиотека, архив миссии, здание Катехизаторского училища, однако епископ Макарий сумел спастись.
В годы революции 1905—1907 годов он проявил себя как монархист и охранитель традиций, содействовал монархическим организациям и являлся почётным председателем Томского губернского отдела Союза русского народа. 1 января 1905 года на страницах «Томских епархиальных ведомостей» он выступил с предостережением против ломки русских государственных устоев и «обычаев доброй русской старины»:

Ныне старые русские прекрасные обычаи изъемлются из употребления, как старая дорогая мебель выносится из дома потому только, что она стара, не отвечает последней моде, и заменяются новомодной, хотя часто и весьма непрочной. При этом настоящее золото заменяется поддельным, прочный материал слабым. Безразборчивой переменой обычаев расшатывают устои дорогого нашего Отечества. Желающие совершить ломку уставов, обычаев и порядков церковной, общественной и государственной жизни хотят делать это всё во имя каких-то своих новых мировоззрений.— О хранении заветов Старины
Постоянная идея печатных и устных выступлений владыки в эти годы — единение русских людей на основе идеалов православия, самодержавия и народности. Эти идеалы он проповедовал во время своих частых поездок по епархии и встреч с верующими и клиром.
20-21 октября (2-3 ноября) 1905 года в Томске произошел черносотенный погром, погибли несколько десятков человек. Макария современники обвиняли в том, что он не прекратил этот погром, пользуясь своим высоким авторитетом в обществе.
Владыка оказывал моральную поддержку кандидатам от монархических партий при выборах в Государственную думу.
19 августа 1912 года при содействии Макария в Томске была открыта патриотическая газета «Томский вестник». Его статьи по различным вопросам общественной и церковной жизни неоднократно публиковали «Московские ведомости». «Освободительная печать» организовывала против «столпа сибирского черносотенства» клеветнические кампании, публикуя пасквили на «мракобеса Макария».

### Митрополит Московский и Коломенский
25 ноября (8 декабря) 1912 назначен митрополитом Московским и Коломенским, священноархимандритом Троице-Сергиевой лавры, председателем Православного миссионерского общества; член Святейшего синода. Прибыл в Москву 22 декабря 1912 года; 23 декабря торжественно вступил в управление Московской митрополией.
При высочайшем рескрипте от 25 мая (7 июня) 1913 года (день проведения Романовских торжеств в Москве) был пожалован панагией. При прибытии императора Николая II в Москву на торжества встречал его и его семью в Троице-Сергиевой лавре 24 мая 1913 года, при вступлении в Кремль в тот же день и при входе в Успенский собор 25 мая, произнося краткие приветственные речи.
Вводил в храмах Москвы общенародное пение, занимался катехизацией паствы, убеждая следовать своему примеру московских пастырей. Человек скромной жизни и суровый аскет, митрополит Макарий пытался повернуть церковную жизнь предреволюционной Москвы в русло благочестия. Однако, несмотря на свои прежние миссионерские заслуги, большим авторитетом среди духовенства Москвы не пользовался из-за пожилого возраста, консервативных взглядов, а также циркулировавших тогда слухов о том, что своим назначением на Московскую кафедру он был обязан Григорию Распутину (митрополит спекуляции такого рода считал вымыслом).
Арсений (Жадановский) писал в воспоминаниях: «Гордой столице не понравилось его простое учительство, не понравилось его строго церковное патриархальное направление. Отошедшие от веры и доброй нравственности люди считали его за отсталого, неинтересного архиерея, а пастыри, ставившие на первое место не спасение пасомых, а свои личные житейские интересы, не находили себе в Митрополите поддержки. Во множестве они наполняли его приёмную, но не с тем, чтобы получить указания, как пасти стадо Христово, а лишь перепрашиваться на лучшие открывавшиеся места».
Протопресвитер Георгий Шавельский, бывший членом Синода в предреволюционные годы, находясь в эмиграции, давал ему такую характеристику: «Это был маленький, благообразный старичок, внешним видом напоминавший знаменитого митрополита Филарета (Дроздова), а по своим способностям диаметрально противоположный ему. Он был совершенно не способен ни к управлению ответственной Московской епархией, ни к участию в решении синодских дел. Епархией правили другие — кто хотел и кто умел войти в его доверие. Митрополит во время докладов своих подчинённых часто засыпал, и докладчик, не смея нарушить мирный сон владыки, ни с чем уходил от него. В Синоде в его присутствии сплошь и рядом проваливали одно за другим его представления и ходатайства, и он молча принимал этот конфуз. <…> Царское Село смотрело на митрополита Макария как на праведника. А близко знавшие митрополита Макария решительно утверждали, что он в большой дружбе с Гришкой (Распутиным)». Здесь Шавельский повторил злые слухи, которые развеял сам Макарий ещё в 1917 году: «С Распутиным я не имел никакого знакомства до назначения меня на Московскую кафедру, ни личного, ни письменного, ни через каких-либо посредников. Только по назначению моему на Московскую кафедру я получил в числе других коротенькую поздравительную телеграмму, подписанную неизвестным мне Григорием Новых. По прибытию в Москву, подобно другим посетителям, пришел ко мне и Распутин. Это было мое краткое — первое и последнее свидание с ним»
Николай Жевахов, напротив, вспоминал: «Великий подвижник, стяжавший славу святого, митрополит Макарий настолько резко выделялся на общем фоне иерархов, стоял уже на такой духовной высоте, что к нему стекался народ так же, как в былое время к преподобному Серафиму или Амвросию Оптинскому, и высокий сан митрополита уже не отпугивал простецов, не заслонял собою Бога… И глядя на святого Владыку Макария, окружённого небесной славой и так разительно напоминавшего другого великого молитвенника земли Русской — Иоанна Кронштадтского, я дивился милосердию Божиему, явившему в наши дни беззакония таких праведников, и понимал, почему одержимый диаволом Львов не выносил святого».
2 марта 1917 года в покоях митрополита состоялось частное собрание членов Синода и представителей столичного духовенства, на котором члены Синода признали необходимым немедленно установить связь с Исполнительным комитетом Государственной думы, то есть Синод признал Временное правительство ещё до отречения Николая II от престола, которое состоялось в ночь со 2 на 3 марта.
9 марта подписал, в числе других архиереев, послание Синода «К верным чадам Православной Российской Церкви по поводу переживаемых ныне событий», которое начиналось словами: «Свершилась воля Божия. Россия вступила на путь новой государственной жизни. Да благословит Господь нашу великую Родину счастьем и славой на ея новом пути». Тем самым Синод фактически признал государственный переворот правомерным, официально провозгласил начало новой государственной жизни России, а революционные события объявил как свершившуюся «волю Божию».
Определением Святейшего синода от 20 марта (2 апреля) 1917 года № 1661 был уволен с Московской кафедры, с оставлением в звании члена Святейшего синода. На следующую, летнюю 1917 года, сессию Синода не вызывался. У престарелого митрополита под угрозой в случае его упорства сгноить в Петропавловской крепости было вытребовано прошение об отставке — небывалый случай, потому что «рукописания отречения от управления, вынужденные у епископа страхом или угрозами, недействительны. <…> Церковные каноны определяют, что если епископ не будет принят (народом) не по своей воле, но по злобе народа, то он да пребывает епископ, клир же града того да будет отлучен за то, что такого непокорного народа не учили (Апост. Прав. 36; Двукр. Соб. Пр. 13; Всел. Собр. Пр. 18)». Его лишили права проживания в Троице-Сергиевой лавре, священноархимандритом которой он был, и положенного ему по его статусу содержания. Признавая совершённое по отношению к нему неканоничным, а значит, вредным и оскорбительным для всей Русской церкви, совершённым под давлением обер-прокурора Синода (в составе Временного правительства) Владимира Львова, он делал устные заявления Священному синоду, потом письменное патриарху Тихону, разослал всем епископам Московской церкви послание, в котором объяснял обстоятельства своего отстранения и обосновывал его неканоничность. Но всё это не имело никаких положительных последствий.

### Последние годы жизни
Однако на кафедре митрополит Макарий восстановлен не был, хотя и объявил о запрещении в священнослужении членов епархиального съезда и даже всего московского духовенства (никто этому запрещению не подчинился). В 1917 году некоторое время жил на покое в Смоленской Зосимовой пустыни, а затем был сослан в подмосковный Николо-Угрешский монастырь. Чтобы унизить владыку, ему была дана жалкая лошадка с грязным экипажем, в котором его и отправили к месту заточения.
В июне 1917 года на московскую кафедру епархиальным съездом духовенства и мирян был избран архиепископ Тихон, который в ноябре того же года стал Патриархом Московским и всея Руси.
Обратился к Поместному собору 1917—1918 годов с просьбой рассмотреть его дело — на соборе он был реабилитирован, но об этом не было сообщено официально. Кроме того, публичная реабилитация убеждённого монархиста и якобы «распутинца» была на тот момент политически невозможна.
После прихода к власти большевиков Макарий пытался с помощью протоиерея Иоанна Восторгова организовать спасение томившейся в заточении царской семьи.
В 1918 году келью митрополита Макария в Николо-Угрешском монастыре дважды обыскивали чекисты (20 июля и 20 октября). У владыки было изъято его обращение к населению с призывом молиться за упокой души императора Николая II, а также проект создания Союза приходских общин и «Воззвание» к народу по поводу дня памяти патриарха Гермогена, в котором народ призывался «восстать на защиту Святой Церкви от насилия большевиков». Владыку арестовали, отправив в ВЧК, но спустя некоторое время из-за опасений массовых крестьянских волнений в защиту угрешского затворника его вынуждены были освободить. Чуть позже была предпринята попытка тайно вывезти старца из монастыря и расстрелять.
По воспоминаниям игумении Иулиании (Невакович), тогда старшей сестры храма Христа Спасителя:

Зимой 1919 года в Храме Христа Спасителя к столику сестёр храма подошёл молодой человек и обратился с просьбой помочь митрополиту Макарию. Из слов его мы узнали, что митрополит, которому было разрешено, не знаю кем, жить в бывшем архиерейском доме монастыря Николо-Угреши, жил, параличный, в неотопленных комнатах, с двумя преданными ему келейниками, из которых один был иеромонах. Все они трое не имели права на продовольственные карточки и голодали. Монастырь же был превращён в детский дом отдыха.

Всегда энергичный ключарь Храма Христа Спасителя о. Александр Хотовицкий тотчас устроил для митрополита сбор продуктов, то есть чёрного хлеба и пшена, — ничего другого в это время не было. Но тут явился вопрос, как эти продукты доставить? Нужно было идти туда пешком, поезда почти не ходили, да и ехать в них было опасно: вас могли принять за так называемого мешочника и арестовать. Монастырь был и далеко от железной дороги. Но нашлись молодые люди из иподиаконов, и стали они ходить по очереди с молодыми людьми общины о. Алексея Мечёва. Возвращались все они в восторге от митрополита, которого возили в кресле. Дух митрополита креп. Привыкший вести молодёжь в Томске, откуда вышло множество архипастырей и пастырей для Сибири, у Владыки был особенный дар привлекать к себе молодёжь.
19 августа 1920 года, «во внимание к великим 50-летним миссионерским трудам на Алтае», Священный синод вынес определение о пожизненном бытии состоящему на покое митрополиту Макарию — «митрополитом Алтайским», о чём патриарх Тихон известил его личным письмом. Управлял Алтайской паствой из Николо-Угрешского монастыря, по воскресеньям служил в соборе монастыря и произносил проповеди.
В 1920 году был частично парализован. Принимал у себя духовных чад (в частности, воспитанниц института благородных девиц в Николо-Угрешском монастыре), а также известных церковных деятелей. Несколько раз его посещал патриарх Тихон, после утверждения Патриаршим местоблюстителем в 1925 году к нему приехал митрополит Петр, которому митрополит Макарий подарил свой белый клобук. Среди других посетителей были архиепископ Бийский Иннокентий (Соколов), епископ Арсений (Жадановский), который оставил о нём мемуары, священник Сергей Мечёв.
Александр Самарин в письме, датированном маем 1924 года, упоминает о попытке ГПУ создать правый раскол в Патриаршей церкви, воспользовавшись недовольством верующих уступками патриарха Тихона властям, на которые те его усиленно склоняли: «Епископов стали приглашать в ГПУ и предлагать им „организовать здоровое консервативное течение в Церкви“ ввиду того, что Патриарх своими распоряжениями о поминовении властей и о реформе календаря оттолкнул от себя верующих. Между прочим бывшему Московскому Митроп[ополиту] Макарию, разбитому параличом и прикованному к креслу, но всё ещё сохраняющему ясность сознания, было предложено „взять в свои руки управление Церковью“, так как он, незаконно лишённый кафедры обер-прокурором Львовым, имеет на это все права», но митрополит Макарий отказался.
В 1925 году, после закрытия Николо-Угрешского монастыря, жил в селе Котельники близ Люберец, где и скончался после свершения вечерни в празднование памяти священномученика патриарха Гермогена. Был похоронен на приходском кладбище станции Люберцы около алтаря кладбищенского храма.
Князь Николай Жевахов писал: «Почивший митрополит Макарий был одним из немногих иерархов, знавших, что Господь сильнее большевиков и спасёт оставшихся верными Господу и своей вере в силу Божию. И эта вера творила чудеса, пред которыми смирялись и не могли не смириться слуги дьявола. Девятилетняя борьба немощного 90-летнего старца с большевиками неизменно заканчивалась победой старца и славословием Господа, точно предуказывая на опыте самого немощного телом и самого старшего годами иерарха Церкви те орудия, с помощью которых нужно было вести борьбу с сатанистами и побеждать их».
16 апреля 1957 года патриарх Алексий учредил комиссию, которая вскрыла могилу митрополита. Гроб почти весь разрушился — сохранилась лишь нижняя доска, но тело и облачения святого оказались нетленными. Обретённые мощи были перенесены в Троице-Сергиеву лавру и положены в нижней части Успенского собора — в храме Всех Святых, в земле Российской просиявших. 31 августа 2016 года они были перенесены в Горно-Алтайск и положены в храме преподобного Макария Алтайского (Глухарева) (до завершения строительства кафедрального собора).

## Канонизация. Память
В августе 2000 года на Юбилейном Архиерейском соборе Русской православной церкви митрополит Макарий был причислен к лику святых. Житие святителя составил иеромонах Иов (Гумеров).
В честь святителя Макария освящены храмы — крестильный храм при церкви иконы Божией Матери «Знамение» в Кунцеве (Московская городская епархия), Дзержинском (Московская областная епархия), селе Чемал (Горноалтайская епархия), селе Лесном (Барнаульская епархия).
Тропарь святителю Макарию (Невскому), глас 4:
Божественный веры проповеданием, землю Сибирскую озарил еси, теплоту и свет Христов источая, ко Христу многия люди привел еси, первопрестольному граду Москве и всея России преславное украшение явился еси, апостольским деянием ревнуя, созидал еси Церковь Христову, пастырю наш добрый святителю Макарие, моли Христа Бога спастися всем нам.

## Труды
- Слова, беседы, поучения, речи и воззвания. Вып. 1—2. — Томск, 1895, 1898.
- Простые речи о великих делах Божиих. Вып. 1—2. — Томск, 1900.
- Беседы о христианской жизни и воспитании. — СПб., 1902.
- Образование, права и обязанности женщины. — СПб., 1902.
- Простые речи о великих делах Божиих. — Томск, 1900.
- Полное собрание проповеднических трудов (слов, бесед, поучений, посланий, воззваний и наставлений), за все время его служения в архиерейском сане 1884—1913 гг. — Сергиев Посад, 1914.
- Письма к духовной дочери. — Сергиев Посад, 1915.
- Не отчаиваюсь в Божией помощи: Сб. писем / сост., [авт. вступ. ст.] Г. Г. Гуличкина. — М.: Изд-во Сретенского монастыря, 2008. — 472 с. — (Письма о духовной жизни). — ISBN 978-5-7533-0179-6.
- Единое на потребу. Проповеди, слова, речи, беседы и поучения (в 4 томах). — М.: Булат, 2011. — ISBN 978-5-902112-78-5
- Путь по Богу исправляя. Письма о духовной жизни / Сост. Галина Гуличкина. — М.: Сретенский монастырь, 2024. — 224 с. — 4 000 экз. — ISBN 9785753318275.